# 김완석
김완석(1918년 ~)은 제15대 제주지방법원장을 역임한 법조인이다.

## 생애
대구지방법원 수석부장판사로 재직하던 1971년 7월 31일에 동료 판사 15명과 함께 사법권 수호를 위한 결의문을 채택해 사직서를 법원장에게 제출했다.